# 綴子大太鼓

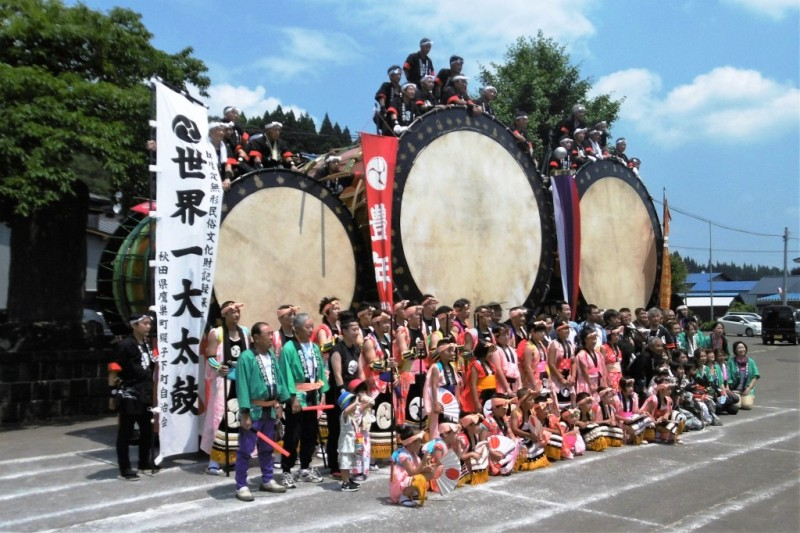
1989年にギネス世界記録の認定を受けた下町の大太鼓（直径3.71 m）

綴子大太鼓（つづれこおおだいこ）とは、秋田県北秋田市綴子に伝わる民俗芸能である。国の記録作成等の措置を講ずべき無形の民俗文化財（選択無形民俗文化財）。
大太鼓は直径2 mを超えるものだけでも6張、現在最も大きいものは直径3.80 m、胴の長さ4.52 m、重さ3.5 t。2番目の大きさのものでも直径3.71 mあるが、こちらはギネス世界記録の認定を受けた。
綴子大太鼓上町保存会（綴子上町自治会）と綴子下町大太鼓保存会（綴子下町自治会）により挙行されている。

## 由来沿革

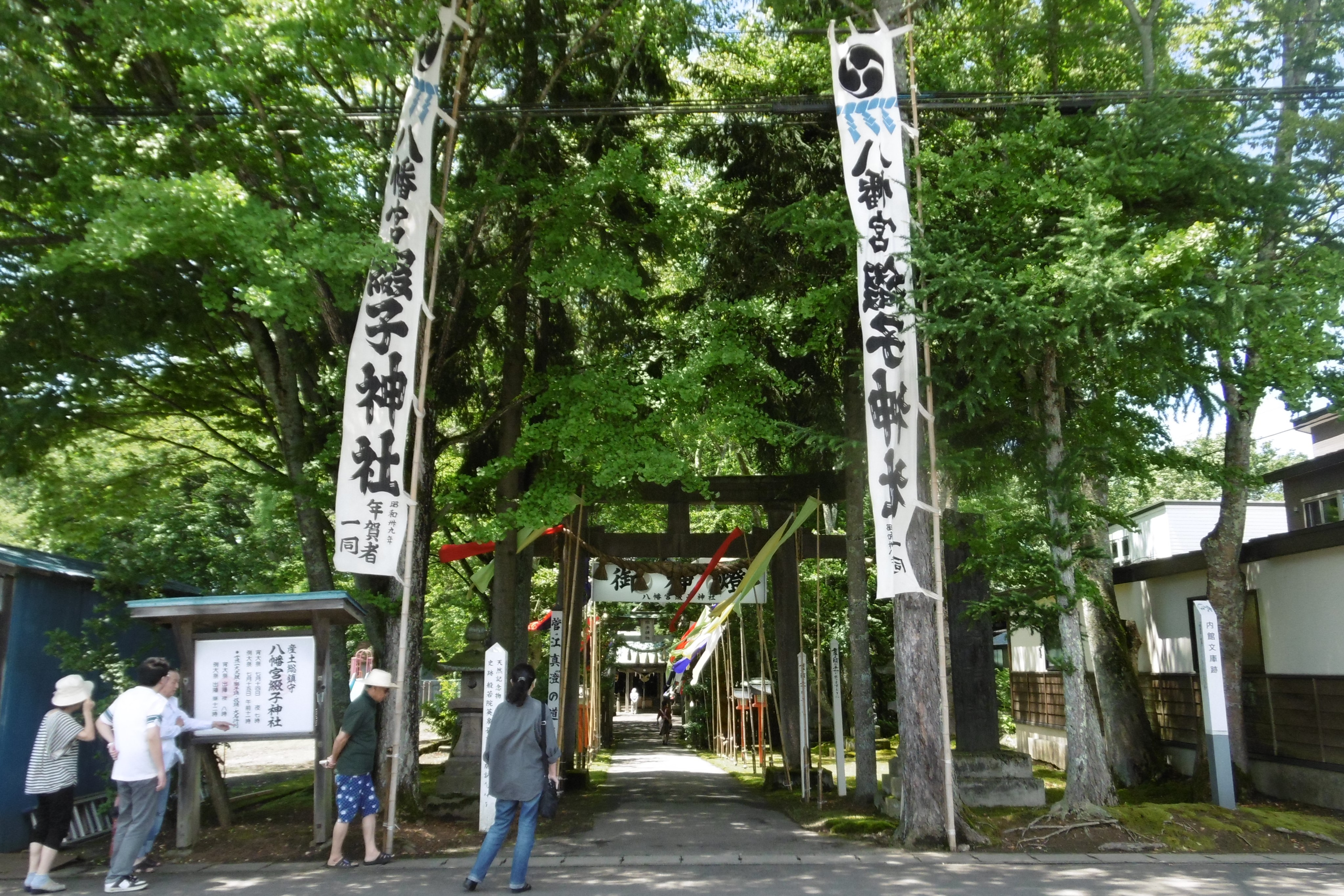
綴子神社

綴子大太鼓を氏神綴子神社に奉納する綴子神社例祭は、7月14日、15日を定日として行われている。
鎌倉時代の1262年（弘長2年）頃から始まったと伝えられている。綴子は水源と水路の便が悪く、常時灌漑用水の不足に悩み、その対策として雨乞いと日和上げの神事として始められたもので、大太鼓の大音響を雷鳴に似せ、天上の神に祈りを籠めて雨を降らすといった氏子農民たちの切なる祈願であった。
始めの頃は、上方（山手）は源氏、下方（下手）は平氏になぞらえて行われていたが、江戸時代になって上方は葵の紋章をきざした徳川方、下方は千成瓢箪の纏を馬印とした豊臣方の両派に分離され、競争の激化と共に、風流化も促進された。明治の中期から末期、大正の末期から昭和初期が最も競争が激しく盛大で、奉納の先陣争いが激しくなったため、1930年（昭和5年）から上町下町一年交代の行事として今日に至っている。西暦偶数年が上町、奇数年が下町の当番となっている。
行事が始まった頃の太鼓の大きさは直径約70 cm（2尺から3尺位）のものであったといわれる。幕末から明治期に1.5 m位（4、5尺）のものとなり、明治末期から1.8 m位（5、6尺）のものになる。1930年（昭和5年）に至り、下町で2.1 mの大太鼓を新調製作、1931年（昭和6年）上町は直径2.16 mの大太鼓を新調製作する。
その後、1955年（昭和30年）上町が直径2.42 mの大太鼓を改造修理製作、1957年（昭和32年）下町は直径2.52 mの大太鼓を改造修理製作、1975年（昭和50年）上町は直径3.00 mの大太鼓を新調製作、1976年（昭和51年）下町は直径3.18 mの大太鼓を新調製作、1979年（昭和54年）上町は直径3.63 mの大太鼓を改造修理製作している。

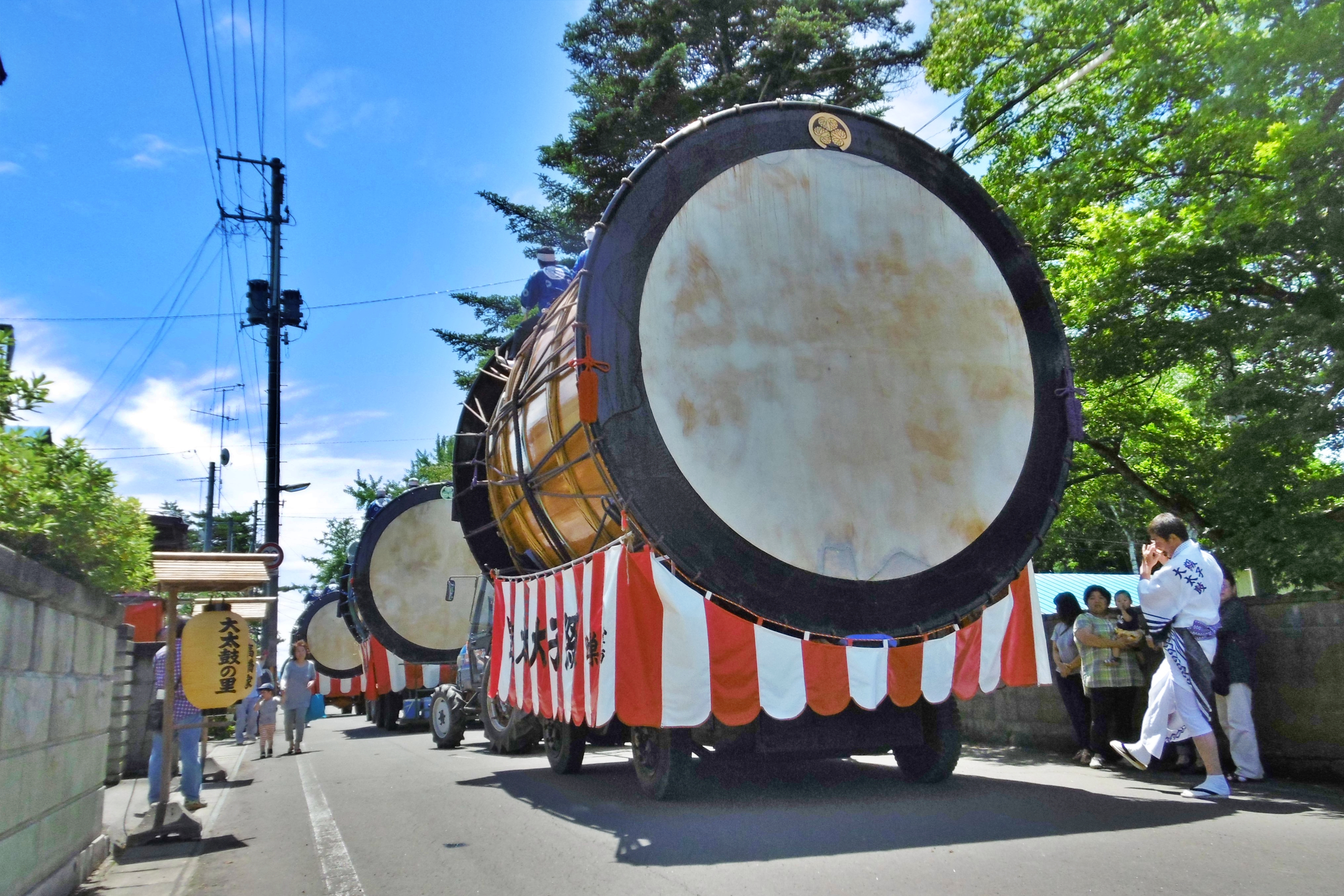
上町の一番太鼓 直径3.80 m

1986年（昭和61年）に下町が直径3.71 mの大太鼓を新調製作し、1989年（平成元年）にギネス世界記録の認定を受けた。1992年（平成4年）には上町が直径3.80 m新調製作している。 
現在は、上町が直径3.80 m（一番太鼓）、直径3.33 m（二番太鼓）、直径2.61 m（三番太鼓）、下町が直径3.71 m（一番太鼓）、直径3.44 m（二番太鼓）、直径2.47 m（三番太鼓）の大太鼓を所有している。
大太鼓の胴材には天然秋田杉、皮面にはホルスタインの種雄牛を使用している。
大太鼓の運搬は、二筋の縄40人で（一筋20人）、その後、馬や牛で引いていたが、現在はトラクターを利用している。

## 芸能構成
大きく分けて出陣行列、獅子踊、奴踊、棒術の型、小太鼓曲打（上町のみ）から構成される。

### 出陣行列

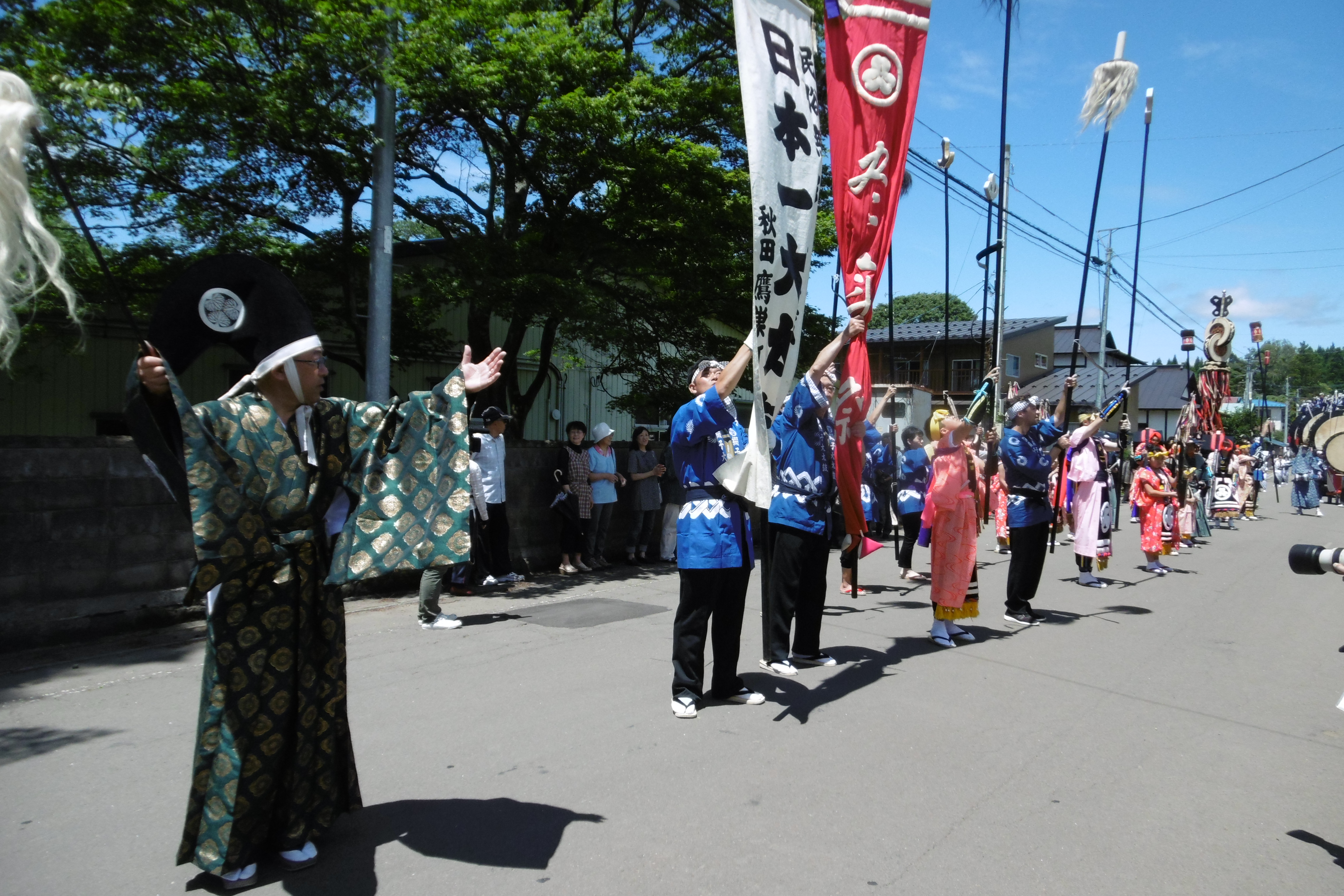
神社へ奉納に向かう出陣行列

源氏と平氏の旗指物を持った、いわば陣取りごっこの如き、素朴で幼稚なものが始まりとされているが、綴子本郷集落の発達、戸数の増加に伴って上方下方の行事となり、江戸期元禄以降徳川方豊臣方、更に上町下町の分離により両派に分かれ時代の変転推移により風流化を加え今日に至っている。
順序次第は概ね次の通りであるが、上町下町では若干の相違があり、先頭は上町が野次払であるのに対し、下町は露払太夫である。また、野次払は上町が一組であるのに対し、下町は二組である。
露払太夫、野次払、団旗、豊年旗、陣旗（色旗）、紋旗（大名殿様旗）、大纏、小纏、侍、大鳥毛、小鳥毛、槍、弓矢、長刀、鷹匠、鉄砲、野次払、挟箱、押えの槍、獅子三頭、笛吹き、小太鼓、中太鼓、大太鼓、大大太鼓、運搬役、世話役、指揮役

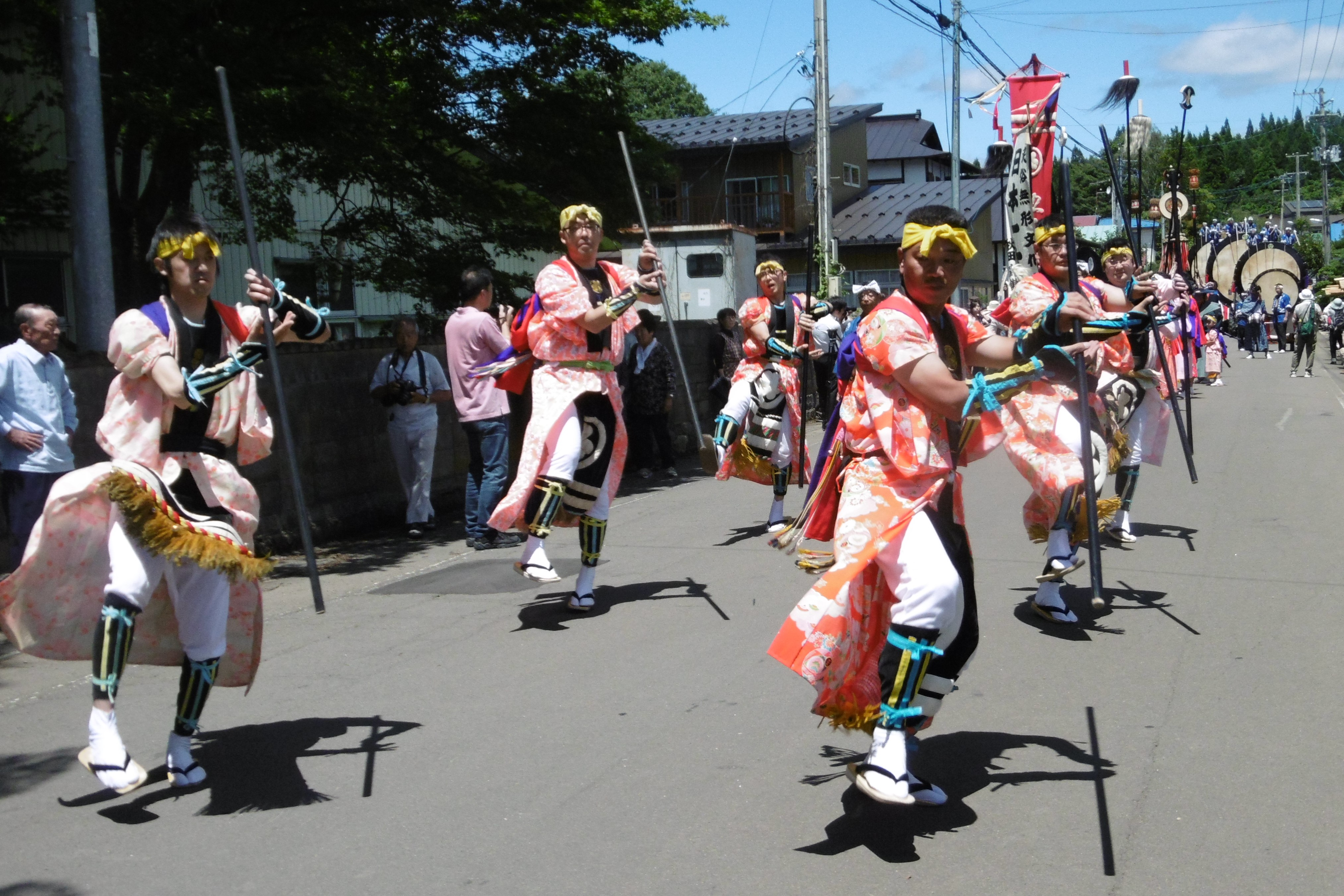
野次払
地元では「ヤチパレ」や「ヤツパリ」と呼ばれるが「やじばらい」が転訛したもの。村の防備と自己防衛のため、農民たちが訓練していた棒術、杖術を行事の中に組み込んだものと伝えられている。直径一寸（約3 cm）の丸棒を携え、出陣行列の道中の警護役をなす。上町が棒の先を下（下町）に向ける所作があるのに対し、下町は棒の先を上（上町）に向ける所作がある。
 • 上町
出陣、中太郎、通り奴
 • 下町
打っ込み（ぶっこみ）、獅子踊の打っ込み

大太鼓
 • 上町
出陣、中太郎、朝日山、街道下り、通り奴、二つ奴、輪打ち
 • 下町
打っ込み、獅子踊の打っ込み、朝日山、街道下り、流し、籾摺り奴

### 獅子踊

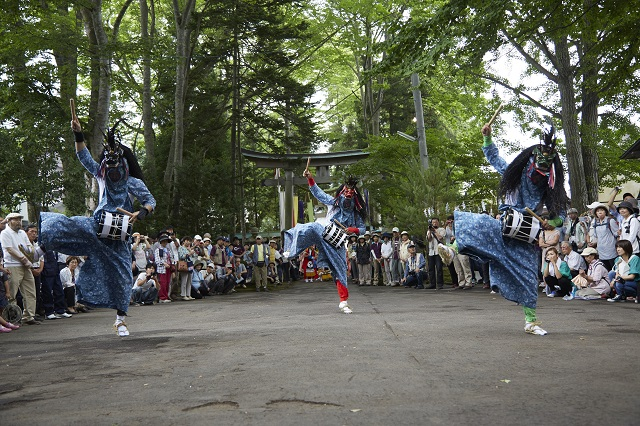
獅子踊

起源については様々な説があり定かではないが、獅子は霊獣として崇められ、その力によって悪病を払い災禍を除くと信じられていた。踊り場を整える打っ込み踊、本踊、「所望」の掛け声に応える所望踊から構成される。
 • 上町
雄獅子と雌獅子の求愛の所作を表現しているといわれている。
 • 下町
親獅子が子獅子を探す親子仲むつまじい姿の所作を表現しているといわれている。

### 奴踊

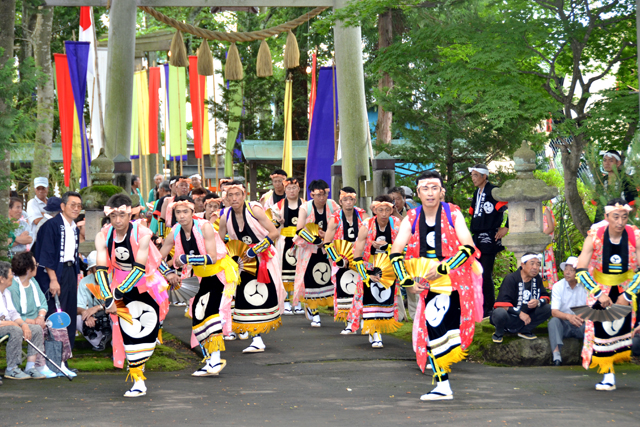
奴踊

「からみ（豆落とし）」「簸出し（ひだし＝箕であおって穀類の皮などをより分ける）」「楢葉（ならば＝堆肥）」「水戸（みと＝水門）」「籾摺り（もみずり＝籾殻を取り玄米にする）」「米研ぎ」「下ふき」といった名称に見られるように、豊作を祈って農家の生活や農作業の様子を踊りで表現したものと伝えられている。その他の踊りの名称は「扇」「綾（綾棒）」「二つ（扇と綾棒）」「手」といった道具、「打っ込み」「通り」「七つ（七つの所作の組み合わせ）」「廻り」といった所作、「音頭」「しゃぎり」といった楽曲形式に由来している。
 • 上町
朝日山、打っ込み奴、通り奴、二つ奴、からみ奴、簸出し奴（手踊）、音頭奴、楢葉奴、七つ奴、水戸奴、扇奴、綾奴、しゃぎり奴
 • 下町
朝日山、廻り奴、籾摺り奴、綾くずし奴、扇奴、しゃぎり奴、綾奴、米研ぎ奴、手奴、音頭奴、下ふき奴

## 上町と下町の道具や衣装の主な相違点

### 本陣旗
• 上町
源氏になぞらえた白旗を掲げる。
 • 下町
平氏になぞらえた紅旗を掲げる。

### 笛
• 上町
篠笛を使用している。
 • 下町
元は上町と同じく篠笛を用いたが、昭和10年頃から入手困難のため明笛を使用している。

### 獅子
• 上町
獅子頭は雄獅子、中獅子、雌獅子の三頭とも黒。山を表現するために竹を用いる。
 • 下町
獅子頭は雄獅子が黒、雌獅子が青（緑）、子獅子が赤。山を表現するために松を用いる。

### 奴
• 上町
鉢巻に宇金（黄）、襷に紫と赤を用いる。
 • 下町
鉢巻に太古（薄オレンジ）、襷に紫と新橋（水色）を用いる。

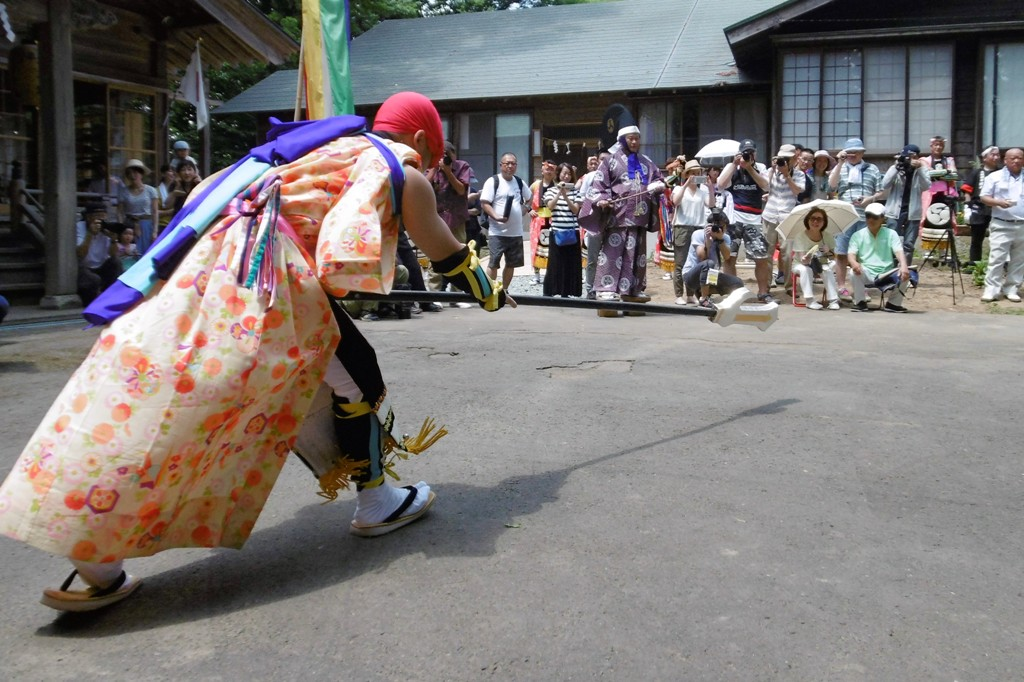
勢いよく走り見物人すれすれに穂先を突き出す押えの槍
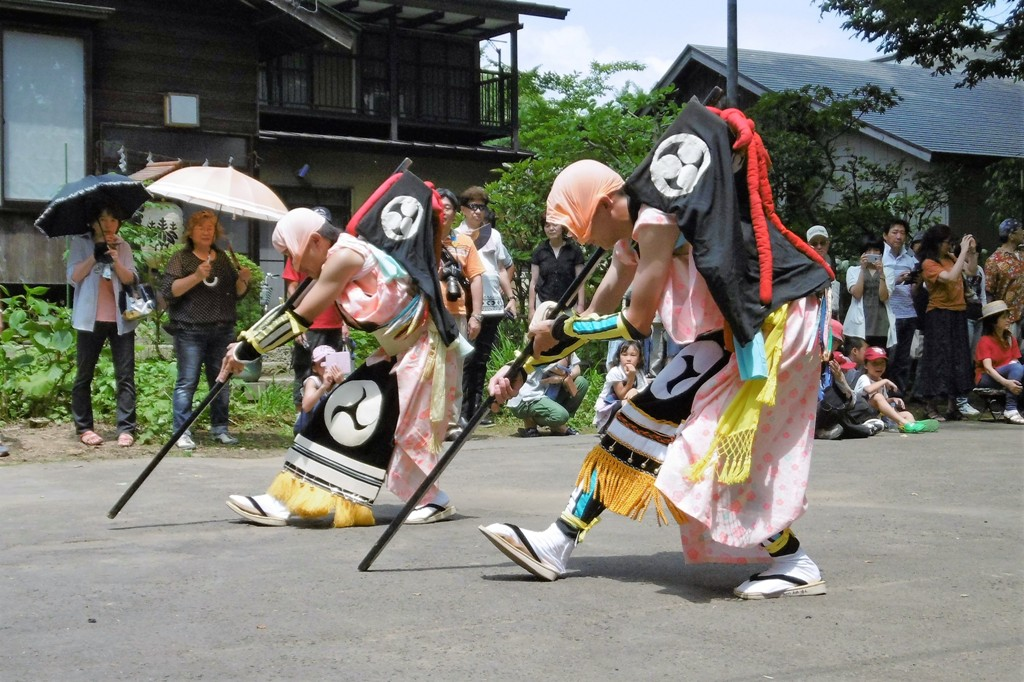
挟箱担ぎ
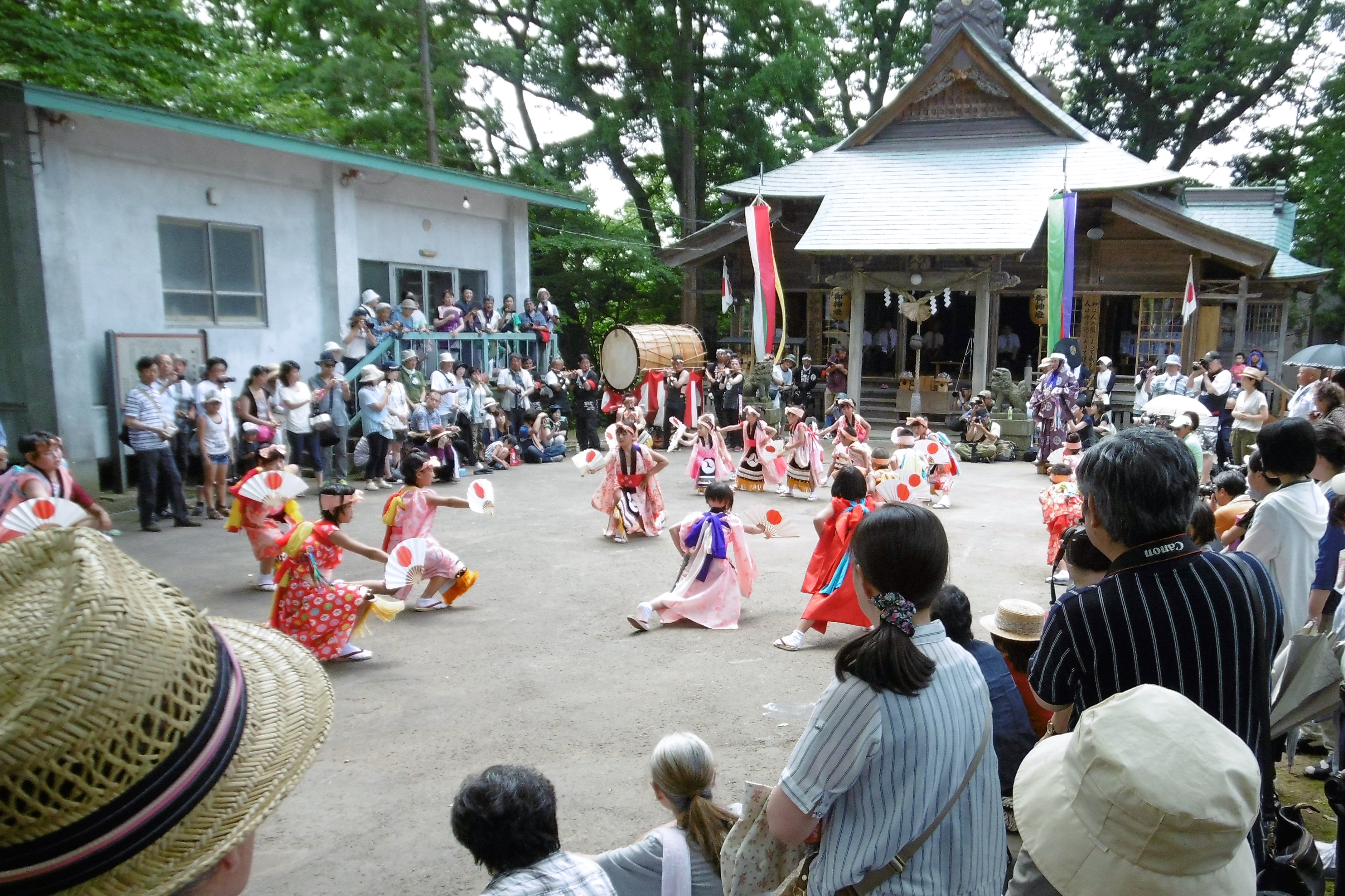
子供達による奴踊
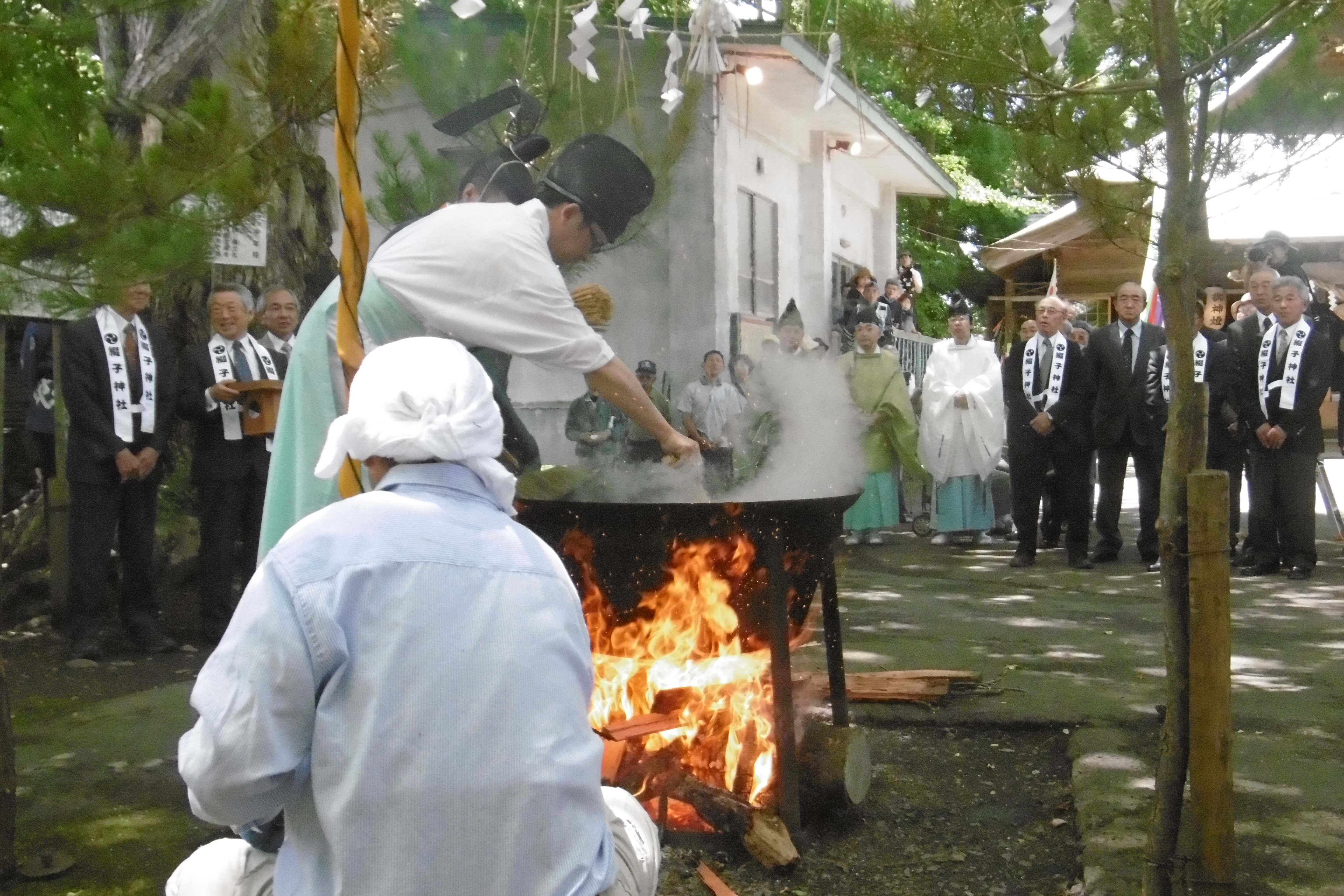
湯立神事（作占い）

## 行事の名称
一連の行事は「綴子神社例祭」と呼ばれる。奉納行事は「綴子大太鼓祭り」とも表記されることが多いが、地元では「（綴子の）獅子踊」と呼ばれてきた。なお、国の選択無形民俗文化財としての名称は「綴子の大太鼓」。

## 綴子神社例祭以外の主な公演
- 大太鼓たたき初め（大太鼓の館：1月2日）
- これが秋田だ！食と芸能大祭典（秋田市アゴラ広場・エリアなかいち・広小路・仲小路・秋田駅西口イベント会場：5月下旬）
- ふるさと踊りともちっこまつり（鷹巣駅前通り、鷹巣銀座通り：6月第1日曜日）
- 北秋田市たかのす太鼓まつり - 大太鼓の館：9月上旬
- 北緯40°秋田内陸リゾートカップ100キロチャレンジマラソン（仙北市角館 - 鷹巣：9月下旬）
- 大太鼓の館実演（もちっこ市期間、大型連休期間、東北四大夏祭り期間、お盆期間など）

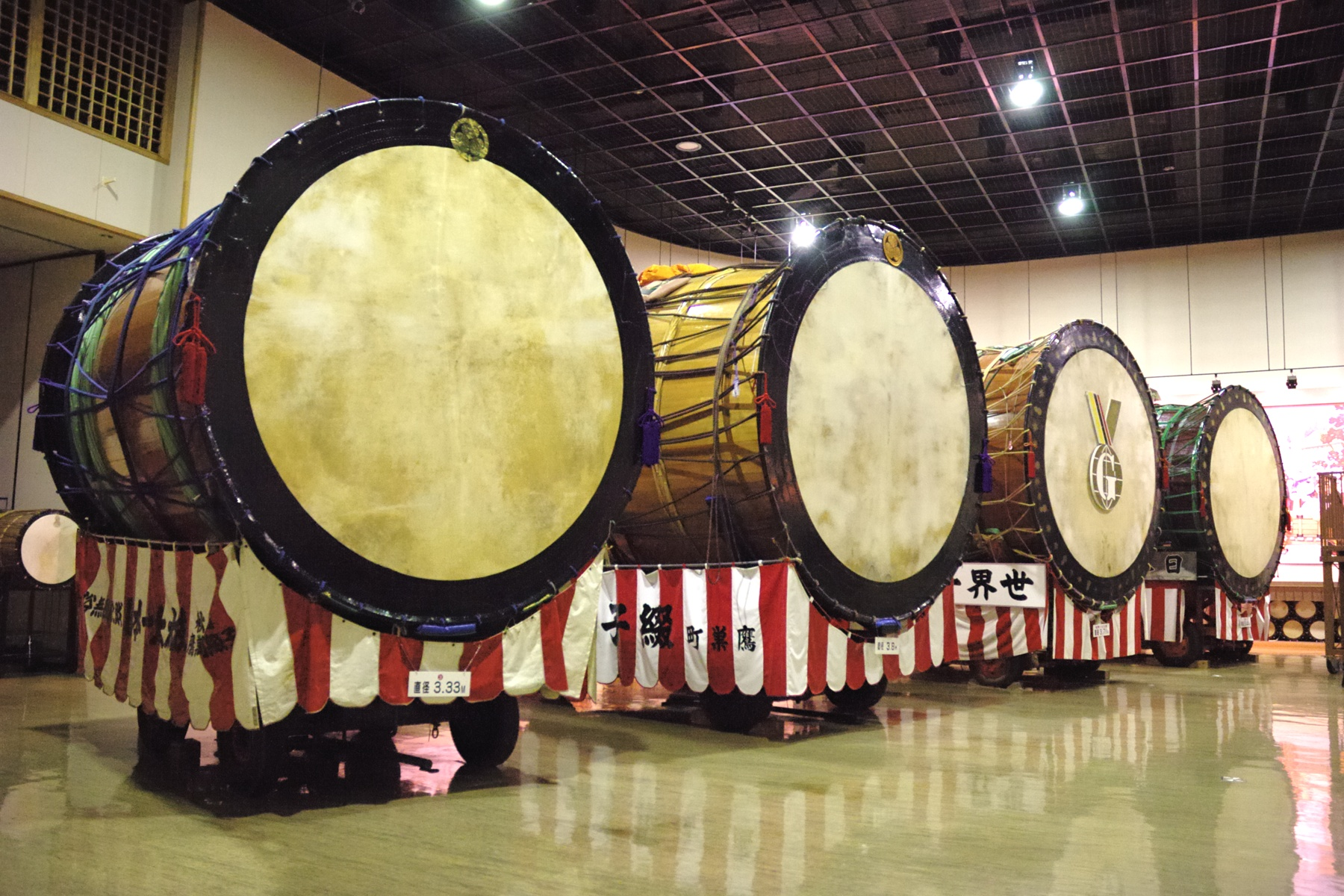
大太鼓の館で展示されている 大太鼓
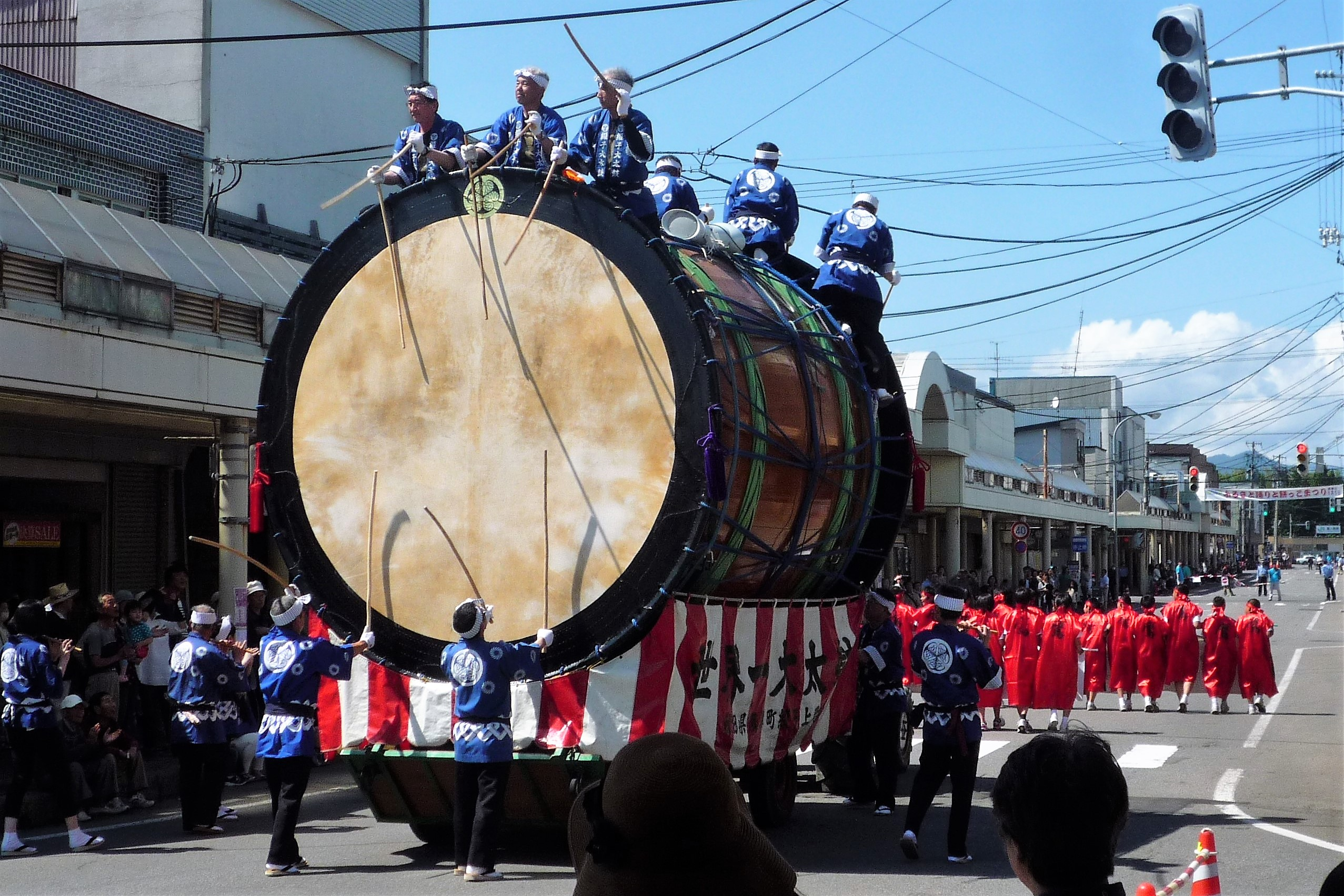
ふるさと踊りと餅っこまつり
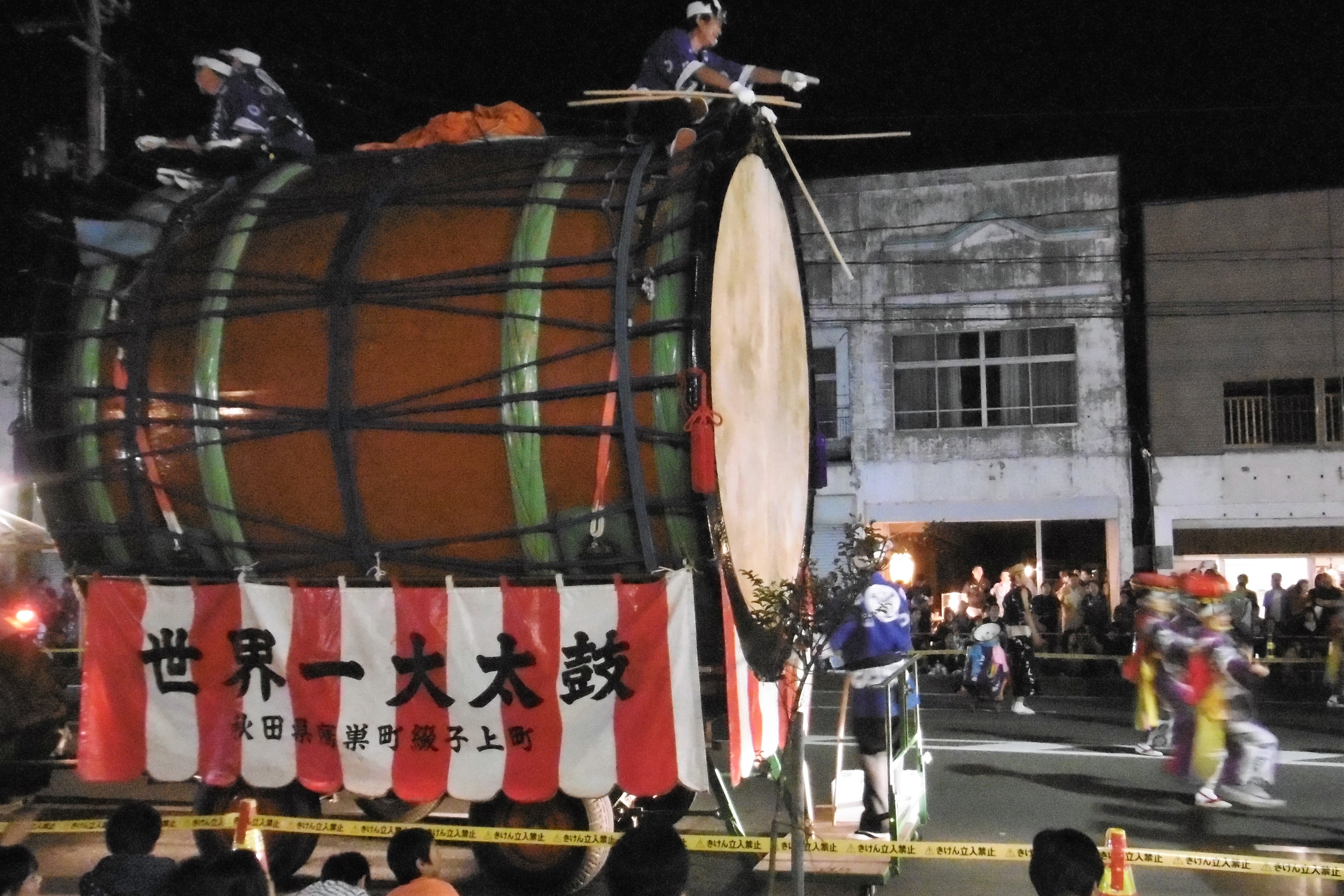
おなごりフェスティバル（能代市）
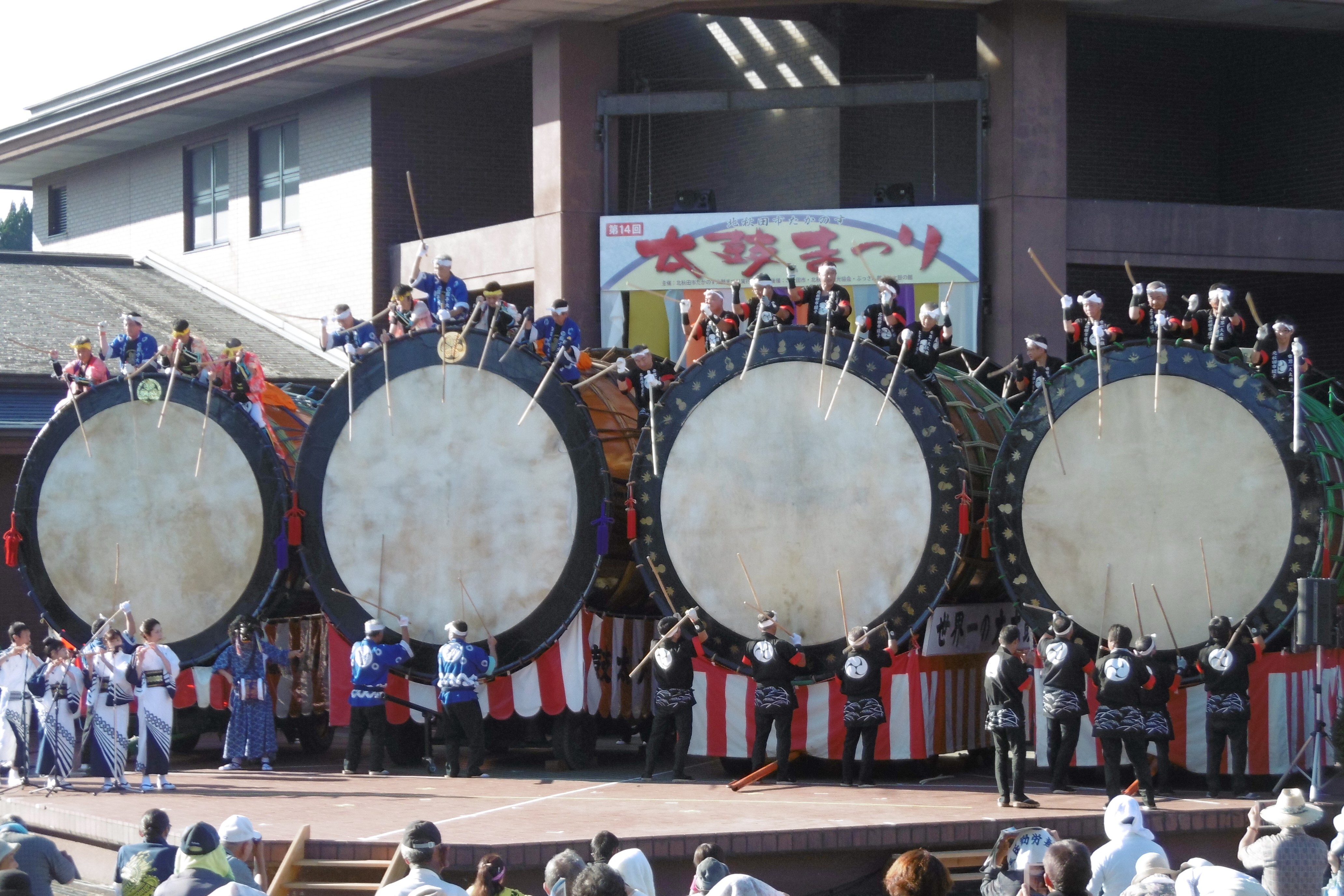
北秋田市たかのす太鼓まつり